# Schlacht bei Amiens (1870)
Weißenburg – Spichern – Wörth – Colombey – Straßburg – Toul – Mars-la-Tour – Gravelotte – Metz – Beaumont – Noisseville – Sedan – Sceaux – Chevilly – Bellevue – Artenay – Châtillon – Châteaudun – Le Bourget – Coulmiers – Amiens – Beaune-la-Rolande – Villepion – Loigny und Poupry – Orléans – Villiers – Beaugency – Nuits – Hallue – Bapaume – Villersexel – Le Mans – Lisaine – Saint-Quentin – Buzenval – Paris – Belfort
Die Schlacht bei Amiens, französisch Bataille de Villers-Bretonneux genannt, am 27. November 1870 war eine Schlacht des Deutsch-Französischen Krieges. Sie fand zwischen Streitkräften der französischen Nordarmee und der deutschen 1. Armee statt. Die geschlagenen Franzosen zogen sich nach Arras zurück, am 29. November gelang den Deutschen die Besetzung der Zitadelle von Amiens.

## Vorgeschichte
Die nach dem Fall von Metz frei gewordene deutsche 1. Armee (VIII. und Teile des I. Korps) unter General von Manteuffel wurde zur Sicherung der Belagerung von Paris gegen die Französische Nordarmee in den Raum nördlich von Paris verlegt. Die preußische 4. Brigade (Generalmajor von Zglinitzki) war zur Beobachtung der Festung La Fère bestimmt und begann am 25. November die eigentliche Belagerung. Die preußische 3. Brigade ging zusammen mit dem VIII. Armee-Korps an die Somme ab. Ab dem 24. November 1870 fanden nördlich von Paris an der Somme erste Kämpfe zwischen deutschen und französischen Verbänden statt. Nach mehreren kleineren Treffen von Aufklärungseinheiten begann am 27. November östlich von Amiens die Hauptschlacht. 
Die französische Nordarmee unter Jean Joseph Farre verfügte über 17.500 Mann reguläre Soldaten mit 50 Geschützen sowie ca. 8.000 Mann Mobilgarde mit zwölf Geschützen unter General Paulze d’Ivoy. Die Franzosen bezogen südlich der Somme zwischen Corbie – Villers-Bretonneux – Bois de Hangard eine gute Verteidigungsstellung mit Front nach Südost. Die auf Amiens vorrückenden deutschen Linientruppen waren in dieser Schlacht mit ca. 30.000 Mann nach Zahl, Ausrüstung und in ihrer militärischen Ausbildung überlegen.

## Die Schlacht

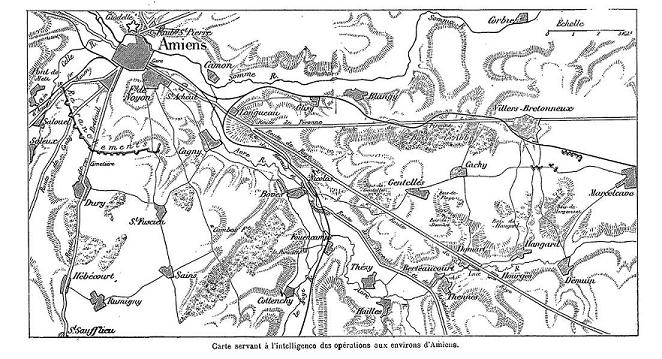
Das Schlachtfeld östlich von Amiens

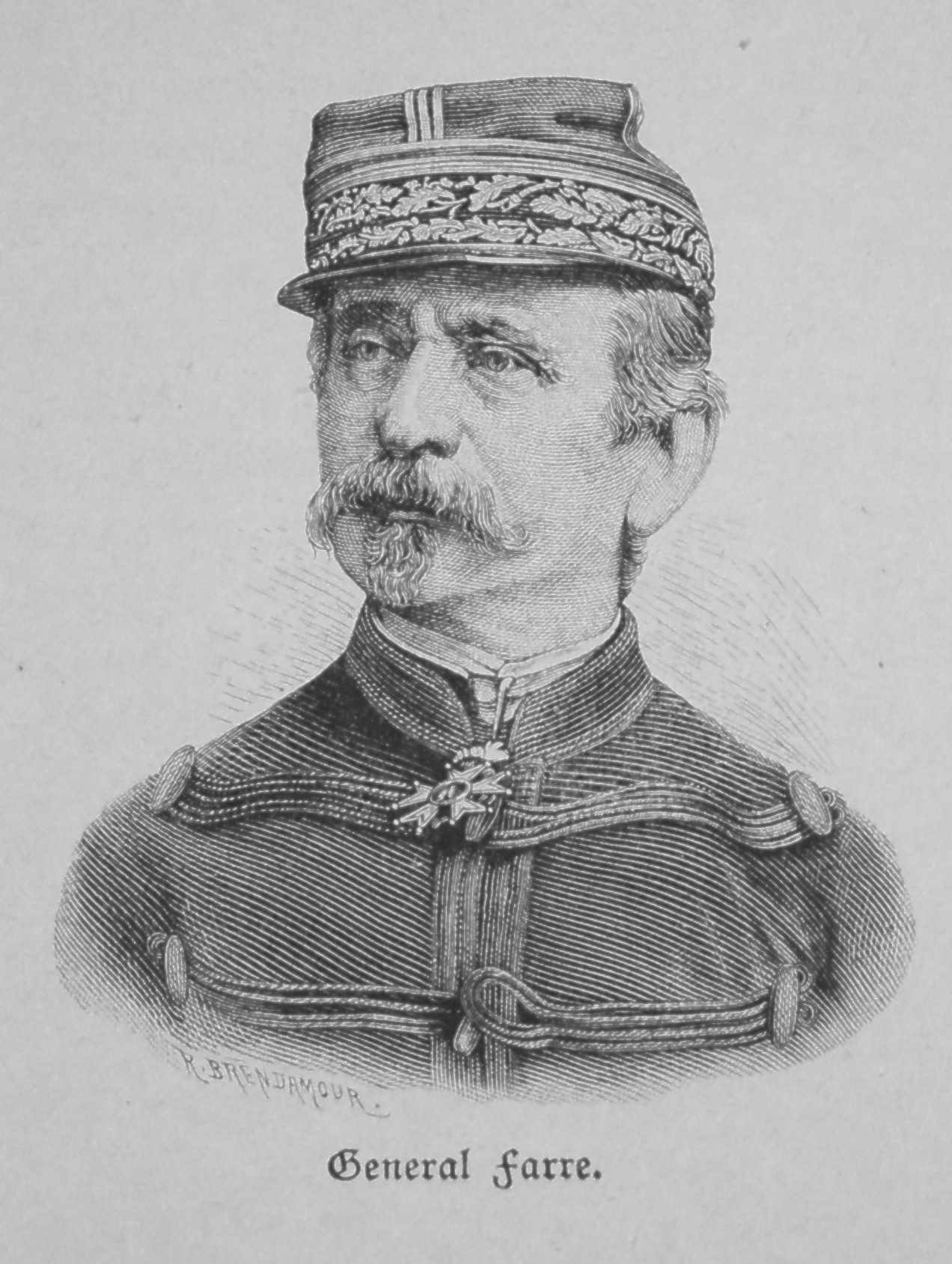
Der französische General Farre

Am 27. November Morgens 9 Uhr setzte sich der deutsche rechte Flügel, Teile der 2. Division des I. Armee-Korps unter General von Bentheim aus der Linie Quesnel - Bouchoir in Richtung auf Amiens in Bewegung.
Die Franzosen hatten den Wald von Domart und Hangard stark besetzt. Im Zentrum der Front, in der Gegend von Thennes, war General von Manteuffel mit seinem Stabe vorgeritten um seine weiteren Anordnungen zu treffen. Das sumpfige Tal der Avre schloss eine gegenseitige Unterstützung der beiden deutschen Flügel während der folgenden Schlacht aus.
Die Avantgarde, gebildet durch die 3. Brigade unter Generalmajor von Memerty, hatte Weisung nördlich der Luce vorzugehen und besetzte die Übergänge des Baches bei Démuin, Hangard und Domart. Der Wald von Domart wurde schnell von gegnerischen Truppen gesäubert und die deutsche Infanterie wandte sich darauf gegen Gentelles. Um seine Artillerie abzuwarten, befahl General von Bentheim seinen Truppen das Halten, im sich hier entwickelnden Feuergefecht zogen die Franzosen ab. Inzwischen war auch das deutsche Infanterie-Regiment Nr. 44 im östlichen Teil des Bois de Hangard eingedrungen und griff die feindliche Stellung zwischen Villers-Bretonneux und Marcelcave an. Die Sicherung der Straße nach Domart, auf welcher von französischen Truppen nichts zu bemerken war, blieb deutschen Dragonern überlassen.
Auf dem linken Flügel entwickelte sich die Schlacht durch das Vorgehen des deutschen VIII. Armee-Korps unter General von Goeben zwischen der Celle und der Noye. Die Masse der 15. Division unter General von Kummer war am linken Ufer der Noye, westlich von Ailly nach Dommartin, ihre Avantgarde direkt auf Fouencamps-Sains vorgegangen. Die 16. Division unter General von Barnekow erreichte die Linie Rumigny - Plachy und konnte die Franzosen sowohl aus Hebecourt, wie aus dem Wald nördlich davon, nach Dury zurückwerfen. Am Südflügel war die Straße zwischen Montdidier und Roye von deutschen Truppen völlig entblößt. Gegen 13 Uhr bereiteten die Franzosen ihrerseits einen Gegenangriff gegen die 3. Brigade vor, das deutsche Infanterie-Regiment Nr. 4 wurde dadurch aus dem Bois de Hangard gegen die Höhen von Demuin zurückgedrängt. Nach dem Verbrauch der Munition mussten die Deutschen auch das Dorf Gentelles wieder räumen und nach Domart ausweichen. Das Eingreifen der 30. Brigade (Infanterie-Regiment Nr. 28 und 68) unter General von Strubberg, welcher 4 Bataillone zur Luce vorantrieb, meisterte die kurze Krise bei Gentelles. Die 15. Division hatte die 29. Brigade (Bock) vor Moreuil stehen; die 16. Division stand mit der 31. Brigade unter Neidhardt von Gneisenau bei Ailly, das linke Seitendetachement marschierte bei Essertaux auf. Inzwischen war die 30. Brigade am rechten Ufer der Avre in St. Nicolas und am linken Ufer bei Boves weiter auf Longueau vorgedrungen und konnte im Zusammenwirken mit der nachfolgenden 29. Brigade die Franzosen vom dortigen Ruinenberg vertreiben. 13 auffahrende Batterien brachten derweil die französische Artillerie bei Villers-Bretonneux zum Schweigen, die Ortschaft fiel um 16 Uhr in deutsche Hand. 
Die Deutschen brachten die Franzosen fast an der ganzen Linie zum Weichen, nur bei Cachy hielten die Franzosen bis zum späten Abend zum Schutz des Rückzuges stand. Ein entscheidender Sieg war den Deutschen nicht gelungen, da sich die Franzosen mit Ausnahme der Festungsbesatzung von Amiens absetzen konnten. Es gelang den abziehenden Franzosen, sich in den Schutz der Festung Arras zurückzuziehen, eine weitere Verfolgung von Seiten der Deutschen erfolgte nicht.

## Folgen
Die französischen Verluste betrugen 1.383 Gefallene und Verwundete, ca. 800 Mann wurden gefangen genommen. Die Preußen verloren 1.216 Soldaten und 76 Offiziere. 
Am Mittag des 28. November rückte General von Goeben in Amiens ein, die Festung der Stadt selbst kapitulierte erst am 29. November kampflos mit weiteren 400 Soldaten und 30 Geschützen. Am 5. Dezember traf General Louis Faidherbe in Lille ein und übernahm das Kommando der französischen Nordarmee, das ihm bereits zwei Tage zuvor übertragen worden war.